# Khadija Jlassi
Khadija Jlassi, née le 3 janvier 2003, est une lutteuse tunisienne.

## Carrière
Khadija Jlassi est médaillée d'or dans la catégorie des moins de 73 kg aux Jeux africains de la jeunesse de 2018 à Alger.
Elle est médaillée d'argent dans la catégorie des moins de 65 kg aux championnats d'Afrique 2022 à El Jadida, perdant en finale face à la Camerounaise Berthe Etane Ngolle.
Elle est médaillée d'or dans la catégorie des moins de 65 kg aux championnats d'Afrique 2023 à Hammamet puis médaillée d'argent dans la catégorie des moins de 70 kg aux Jeux africains de plage de 2023, toujours à Hammamet.